# Terens Puhiri
Terens Owang Puhiri oder kurz Terens Puhiri (* 13. Oktober 1996 in Jayapura) ist ein indonesischer Fußballspieler.

## Karriere
Das Fußballspielen lernte Terens Owang Puhiri in den Jugendmannschaften von SSB Numbay Star Papua und Persisam Putra Samarinda U–21 in Indonesien. Seinen ersten Vertrag unterschrieb er beim Borneo FC, einem Verein, der in der ersten Liga des Landes, der Liga 1, spielte. 2018 wurde er an den thailändischen Erstligisten Port FC nach Bangkok ausgeliehen. 2019 kehrte er zum Borneo FC zurück.

## Erfolge
Borneo FC
- 2017 – President's Cup – 2. Platz